# Arseni Jovkov
Arseni Tanaskov Jovkov (s. Selci, Struško, Osmansko Carstvo, 25. ožujka 1884. – Gorna Džumaja (danas Blagoevgrad), Bugarska, 14. rujna 1924.), bugarski pjesnik i revolucionar iz Makedonije, istaknuti organizator makedonske emigracije u Bugarskoj, publicist, novinar, prevoditelj, fotograf, filmski scenarist i režiser. 

## Životopis
Arseni Jovkov rođen je u struškome selu Selci, jednome od najisturenijih sela u jugozapadnoj Sjevernoj Makedoniji u kojem je 1875. rođen i Vojdan Černodrinski, utemeljitelj makedonske dramske književnosti i kazališta. Jovkov je potjecao iz seoske obitelji koja se isticala ugledom i političkom osviještenošću. Školovao se u rodnome mjestu, te u Debru i Bitolju. Prve pjesničke radove napisao je kao učenik bitoljske bugarske gimnazije.
U Ilindenskom ustanku 1903. sudjeluje kao tajnik područne čete ohridsko-malesijskog vojvode Tase Hristova. Tokom Bugarske uprave na Kosovu za vrijeme Prvog svjetskog rata bio je gradonačelnik Prištine.
Ta društvena i revolucionarna iskustva i pjesnička produhovljenost dat će mu snažne poticaje za društveno-politički angažman i pjesnički i žurnalistički rad, osobito nakon odlaska u Bugarsku. Najprije počinje pisati za list “Sloboden glas” Ohriđanina Stefana Petkova, a u razdoblju od 1921. do 1924. redaktor je lista “Ilinden”, glasila Ilindenske organizacije koji je zbog oštre cenzure bugarskih vlasti četiri puta mijenjao ime: “Ilinden”, “Pirin”, “20 juli” i opet “Ilinden”. 
U prvim dvjema decenijama 20. stoljeća Arseni Jovkov stvorio je zanimljiv i bogat književni opus. Autor je poemâ “Prokletina” (Varna, 1905.), “Jasnogrejci”, “Ljulje Burgas” (1914.) te prvog makedonskog, kako ga je sam nazvao[nedostaje izvor], romana u stihovima “Ilinden” koji nije uspio dovršiti, jer je 1924. godine mučki ubijen. Radnja djela smještena je u autorovu zavičajnom ambijentu, šumovitom podgorju visokog Stogova. Sačuvani uvodni dio “Ilindena” (ukupno 2.340 stihova) koji je pisan u stilu folkorne drame, poslužio mu je i kao osnova za prvi makedonski scenarij za film istoga naslova. Tekst je podijeljen u slike, a radnja se povremeno objašnjava podnaslovima, tj. telopima. Nije poznato točno vrijeme nastanka toga teksta, ali neke ga značajke smještaju najkasnije u 1918. godinu. U poemi “Ljulje Burgas” Jovkov opisuje borba bugarske trupe protiv Turaka tokom Prvog balkanskog rata.
Arseni Jovkov napisao je i scenarij i režirao dokumentarni film “Makedonija” (1923.) koji prikazuje prenošenje posmrtnih ostataka Goce Delčeva iz kuće Mihaila Čakova u katedralnu crkvu “Sveta Nedela” u Sofiji. U filmu je nekoliko puta u krupnom planu prikazan sarkofag Goce Delčeva s natpisom: “Zaklinjemo pokoljenja koja dolaze da ove svete kosti budu sahranjene u prijestolnici neovisne Makedonije. Kolovoz 1923., Ilinden”.  Posmrtni ostaci Goce Delčeva preneseni su iz Sofije u Skoplje 10. listopada 1946. i otad se čuvaju u mramornom sarkofagu u dvorištu crkve “Sveti Spas”.   
Rukopis epske poeme “Ilinden” pohranjen je u pismohrani Makedonske akademije znanosti i umjetnosti (Македонска академија на науките и уметностите - МАНУ) u Skoplju, a izvornik dokumentarnog filma “Makedonija” u Arhivu Makedonije u Skoplju.
U svojoj knjizi “Politička ubojstva u Bugarskoj” (Skoplje, 1951.) političar i povjesničar Angel Dinev piše da je Arseni Jovkov, izjasnivši se kao istomišljenik lijevoga krila VMRO-a (ujedinjenog) i njegovih progresivnih lidera Đorče Petrova i Dima Hadži Dimova, osobito nakon objavljivanja tzv. Majskog manifesta i približavanja komunistima, na sebe navukao mržnju agenata bugarskoga cara Borisa. Prijevarom je namamljen u zamku, ubijen i pokopan na nepoznatom mjestu u Gornoj Džumaji tijekom Bartolomejske noći 14. rujna 1924. kada su fašizirane skupine makedonske emigracije u Bugarskoj, suradnici Todora Aleksandrova i njegovog nasljednika Vanča Mihajlova, na najsuroviji način poubijale većinu naprednih makedonskih revolucionara. Angel Dinev piše: “Drugovi su mu govorili: ‘Ne idi. Ti vjeruješ u legendu o Pirinu, o tome da se tamo sjedinjuju različlitosti buntovnika u jedan jedinstveni ideal - za domovinu, ali moraš znati da je Pirin i sveti oltar Makedonije koji je uzimao i koji će uzimati najskuplje žrtve!” Arseni je odgovarao: ‘Cijela je moja familija bila opredijeljena da služi Makedoniji. Ako je potrebno, dat ću i svoj život, ali otići ću!’..., s dušom pjesnika koji je veličao Pirin, on je poginuo za Makedoniju, tamo, pred samim njegovim vratima”.
Ivan Mihajlov, lider fašizirane skupine makedonske emigracije u Bugarskoj, inače politički protivnik Jovkova, u svojim ga memoarima opisuje kao hrabrog borca protiv vlade Zemljoradničkog saveza u Bugarskoj - poput većine boraca iz redova makedonskog pokreta. Mihajlov drži da je Jovkov kasnije postao podređen vlastitim karijerističkim ciljevima.

## Filmska ostvarenja
- “Ilinden”, (nedovršeni) scenarij za film, 1918.(?)
- “Makedonija”, dokumentarni film, 1923.

## Vanjske poveznice
[neaktivna poveznica]
[neaktivna poveznica]